# Astrid Kvalbein
Astrid Kvalbein (* 13. Oktober 1971 in Oslo) ist eine norwegische Sängerin (Sopran), Musikpädagogin, Musikkritikerin und Musikwissenschaftlerin. Im Jahr 2021 wurde sie als Rektorin der Norwegischen Musikhochschule gewählt. Ihre Forschungsthemen sind Musikgeschichte, Musik und Gesellschaft, norwegische und nordische klassische und zeitgenössische Musik sowie Gesang. Sie ist Musikkritikerin für alle großen norwegischen Zeitungen wie Aftenposten und Verdens Gang und war Herausgeberin der Zeitschrift Arabesk.
Sie besuchte in den 1990er Jahren die Norwegische Musikhochschule. Sie war Mitglied der zeitgenössischen und avantgardistischen Musikgruppen Søyr, «vonDrei» (mit Solveig Slettahjell und Ellen Aagaard) sowie asamisimasa. Darüber hinaus war Kvalbein mit dem Norwegischen Solistenchor verbunden.
2013 promovierte sie an der Norwegischen Musikhochschule mit einer Dissertation, die die Arbeit von Pauline Hall (1890–1969) als klassische Komponistin, Theaterfrau und Leiterin von Ny Musikk untersucht. Anschließend arbeitete sie dort als Seniorforscherin, bis sie zum Rektor gewählt wurde.
Sie ist die Tochter des Theologieprofessors Hans Kvalbein.